# Fredrik Landelius
Per Fredrik Landelius (i riksdagen kallad Landelius i Lysekil), född 30 juni 1847 i Vånga församling, Östergötlands län, död 26 augusti 1939 i Brunneby församling, Östergötlands län, var en svensk läkare och riksdagsman. 
Landelius avlade studentexamen i Linköping 1869, medicinsk-filosofisk examen vid Uppsala universitet 1871, medicine kandidatexamen 1876 och medicine licentiatexamen vid Karolinska institutet i Stockholm 1880. Han var praktiserande läkare i Linköping 1881 samt distriktsläkare och sedan extra provinsialläkare i Lysekils distrikt 1882–1901. Landelius var som politiker ledamot av riksdagens andra kammare under mandatperioden 1900–1902, invald i Lane och Stångenäs härads valkrets.  
År 1901 blev Landelius godsägare på Västanå i Brunneby socken nära Borensberg i Östergötland. Han gifte sig den 5 oktober 1880 med Maria Lovisa Aurora Pontin, född den 4 juli 1851 i Skärkind, Östergötland län, död den 22 februari 1935 på Västanå. Fredrik Landelius var farbror till olympiern Per Fredric Landelius.